# Антонов, Денис Владимирович
Денис Владимирович Антонов (родился 17 октября 1986 года в Долгопрудном) — российский регбист, игравший на позиции нападающего второй линии (замка); тренер.

## Биография

### Клубная карьера
Воспитанник ДЮСШ «Долгопрудненские Соколы». С 2010 по 2022 год выступал за клуб «Слава».
Весной 2023 года завершил карьеру, остался в структуре «Славы» и занимает пост начальника молодежной команды.

### Карьера в сборной
В сборной России дебютировал 12 июня 2011 года в матче против второй сборной Италии (Italy A), участник чемпионата мира-2011 (матчи против Италии, США и Ирландии). 8 марта 2012 был впервые назначен капитаном сборной России по регби в преддверии матча с Украиной.

### Вне регби
В 2013 году Антонов стал послом компании Gilbert, производящей спортивную экипировку для регбистов.